# Anything Goes
"Anything Goes" er det ellevte nummer på det amerikanske hård rock-band Guns N' Roses' debutalbum Appetite for Destruction.
Sangen er en af de tidligste sange skrevet af bandets medlemmer. Den blev oprindeligt skrevet i 1981 af Axl Rose, Izzy Stradlin og Chris Weber i bandet Hollywood Rose, hvor sangen oprindeligt blev kaldt "My Way, Your Way".
| Musik | Spire Denne musikartikel er en spire som bør udbygges. Du er velkommen til at hjælpe Wikipedia ved at udvide den. |